# Love Nwantiti
«Love Nwantiti» es una canción interpretada por el cantante y compositor nigeriano CKay, publicada en 2019 como el segundo tema de su segundo EP Ckay the First a través de Chocolate City y Warner Music Group. Un remix de la canción titulada «Love Nwantiti (Ah Ah Ah)» en colaboración con el cantante nigeriano Joeboy y el cantante ghanés Kuami Eugene, publicado como sencillo en 2020, se convirtió en un éxito musical en Nigeria, Asia Occidental, África del Norte y en muchos clubes europeos, así como el tema de colaboraciones con muchos artistas locales para determinadas variaciones. La versión en francés contó con la voz del rapero francés Franglish, mientras que la versión en alemán es una colaboración con Frizzo.
En 2021, la canción se posicionó en las listas de Europa, Australia, América Latina y Nueva Zelanda, alcanzando el número uno en India, los Países Bajos, Noruega y Suiza, y llegó a popularizarse en TikTok. Además alcanzó el puesto número 3 en UK Singles Chart y el número uno en UK Indie Chart. También alcanzó el puesto 31 en la lista estadounidense Billboard Hot 100 y también se presentó en el Canadian Hot 100.
Aunque en muchos países se lanzó el remix principal de CKay con Joeboy y Kuami Eugene, otra versión, el remix norteafricano con ElGrande Toto se volvió un éxito en Alemania, Italia, Austria y Dinamarca. Otra versión con De La Ghetto hizo una breve aparición en Francia, aunque la versión principal de CKay, Joeboy y Kuami Eugene lideró la French Singles Chart.

## Artistas
CKay (nacido como Chukwuka Ekweani) es un cantautor y productor nigeriano que firmó contrato con Chocolate City. Hizo temas de diversos géneros, como afrobeats, R&B y dancehall. Ha publicado dos EP, Who the Fuck Is CKay? (2017) y CKay the First (2019). El 10 de octubre de 2021, «Love Nwantiti (Ah Ah Ah)» se posicionó en el número 1 en el ranking mundial de canciones de YouTube de esa semana.
Joeboy (nacido como Joseph Akinwale Akinfenwa-Donus, el 21 de mayo de 1997 en Lagos, Nigeria) es un cantautor nigeriano.
Kuami Eugene (nacido como Eugene Kwame Marfo, el 1 de febrero de 1997) es un cantautor de highlife y afrobeat ghanés que firmó contrato con Lynx Entertainment.

## Versiones
- 2020: «Love Nwantiti»
  - 2020: «Love Nwantiti» (versión acústica)[17]
  - 2020: «Love Nwantiti» (Remix) (con Joeboy y Kuami Eugene)

Colaboraciones casino para mirar  docentes posibilidades niñobean  canción propio la pro piedad a actas niños 13 a 15 años  nomas 15 años
1. «Love Nwantiti (Ah Ah Ah)» (Remix) (Digital Chocolate City / Warner) – 3:08
2. «Love Nwantiti (Ah Ah Ah)» (Spanish Remix) – CKay con De La Ghetto – 2:24
3. «Love Nwantiti (Ah Ah Ah)» (North African Remix) – Ckay con ElGrande Toto – 2:15
4. «Love Nwantiti (Ah Ah Ah)» (East African Remix) – CKay con Rayvanny – 2:27
5. «Love Nwantiti (Ah Ah Ah)» (South African Remix) – CKay con Tshego & Gemini Major – 3:06
6. «Love Nwantiti (Ah Ah Ah)» (French Remix) – CKay con Franglish – 2:15
7. «Love Nwantiti (Ah Ah Ah)» (German Remix) – CKay con Frizzo, Joeboy and Kuami Eugene – 3:21
8. «Love Nwantiti (Ah Ah Ah)» (German Remix) – CKay con MCqasim – 1:59

## Reconocimientos
| Año  | Ceremonia de premiación      | Descripción del premio     | Resultados |
| ---- | ---------------------------- | -------------------------- | ---------- |
| 2020 | Premio de Música City People | Mejor colaboración del año | Nominado   |

## Posicionamiento en listas
| Listas (2020–2021)                                  | Mejor posición |
| --------------------------------------------------- | -------------- |
| Argentina (Argentina Hot 100)                       | 58             |
| Australia (ARIA)                                    | 8              |
| Austria (Ö3 Austria Top 40)                         | 4              |
| Bélgica (Flandes) (Ultratop 50)                     | 8              |
| Bélgica (Valonia) (Ultratop 50)                     | 10             |
| Canadá (Canadian Hot 100)                           | 5              |
| República Checa (Singles Digitál Top 100)           | 9              |
| Dinamarca (Tracklisten)                             | 6              |
| Francia (SNEP)                                      | 1              |
| Alemania (Offizielle Deutsche Charts)               | 6              |
| Global 200 (Billboard)                              | 2              |
| Grecia (IFPI)                                       | 16             |
| Hungría (Single Top 40)                             | 6              |
| Hungría (Stream Top 40)                             | 7              |
| India (IMI)                                         | 1              |
| Irlanda (IRMA)                                      | 5              |
| Italia (FIMI)                                       | 20             |
| Lituania (AGATA)                                    | 12             |
| Malasia (RIM)                                       | 8              |
| Países Bajos (Dutch Top 40)                         | 14             |
| Países Bajos (Mega Single Top 100)                  | 1              |
| Nueva Zelanda (Recorded Music NZ)                   | 2              |
| Noruega (VG-lista)                                  | 1              |
| Portugal (AFP)                                      | 1              |
| Singapur (RIAS)                                     | 5              |
| Eslovaquia (Singles Digitál Top 100)                | 6              |
| Sudáfrica (RISA)                                    | 2              |
| España (PROMUSICAE)                                 | 46             |
| Suecia (Sverigetopplistan)                          | 4              |
| Suiza (Schweizer Hitparade)                         | 1              |
| Reino Unido (UK Singles Chart)                      | 3              |
| Reino Unido (UK Indie Chart)                        | 1              |
| Estados Unidos (Billboard Hot 100)                  | 31             |
| Estados Unidos Rhythmic (Billboard)                 | 30             |
| Estados Unidos World Digital Song Sales (Billboard) | 2              |

| Lista (2021)   | Mejor posición |
| -------------- | -------------- |
| Francia (SNEP) | 183            |

## Certificaciones
| País                                                                 | Certificación | Ventas   |
| -------------------------------------------------------------------- | ------------- | -------- |
| Canadá (Music Canada)                                                | Platino       | 80,000   |
| Francia (SNEP)                                                       | Oro           | 100,000  |
| Italia (FIMI)                                                        | Oro           | 35,000   |
| Nueva Zelanda (RMNZ)                                                 | Oro           | 15,000   |
| Portugal (AFP)                                                       | Oro           | 5,000x   |
| Reino Unido (BPI)                                                    | Plata         | 200,000^ |
| x cifras no especificadas sobre base de la certificación por sí sola |               |          |

## Historial de lanzamientos
| Región         | Fecha                 | Formato(s)             | Discográfica              | Ref.   |
| -------------- | --------------------- | ---------------------- | ------------------------- | ------ |
| Estados Unidos | 26 de octubre de 2021 | Contemporary hit radio | Chocolate City y Atlantic | [ 56 ] |